# Chẩn đoán HIV/AIDS
Các xét nghiệm HIV được sử dụng để phát hiện sự hiện diện của virus gây suy giảm miễn dịch ở người (HIV), loại virus gây ra hội chứng suy giảm miễn dịch mắc phải (AIDS), trong huyết thanh, nước bọt hoặc nước tiểu. Các xét nghiệm như vậy có thể phát hiện các kháng thể, kháng nguyên hoặc RNA.

## Thuật ngữ
Giai đoạn cửa sổ là thời gian từ khi bị nhiễm trùng cho đến khi xét nghiệm có thể phát hiện bất kỳ thay đổi nào. Thời gian cửa sổ trung bình với xét nghiệm kháng thể HIV-1 là 25 ngày đối với phân nhóm B. Xét nghiệm kháng nguyên cắt giảm thời gian cửa sổ xuống còn khoảng 16 ngày và xét nghiệm axit nucleic (NAT) tiếp tục giảm thời gian này xuống còn 12 ngày.
Hiệu suất của các xét nghiệm y tế thường được mô tả theo:
- Độ nhạy: Tỷ lệ phần trăm kết quả dương tính khi có HIV
- Độ đặc hiệu: Tỷ lệ phần trăm kết quả sẽ âm tính khi không có HIV.

Tất cả các xét nghiệm chẩn đoán đều có những hạn chế và đôi khi việc sử dụng chúng có thể tạo ra kết quả sai hoặc nghi ngờ.
- Kết quả dương tính giả: Xét nghiệm không chính xác chỉ ra rằng HIV có ở người không nhiễm bệnh.
- Âm tính giả: Xét nghiệm không chính xác chỉ ra rằng HIV không có ở người nhiễm bệnh.

Phản ứng không đặc hiệu, tăng gamma globulin máu, hoặc sự hiện diện của kháng thể hướng đến các tác nhân truyền nhiễm khác có thể tương tự về mặt kháng nguyên với HIV có thể tạo ra kết quả dương tính giả. Các bệnh tự miễn, chẳng hạn như lupus ban đỏ hệ thống, cũng hiếm khi gây ra kết quả dương tính giả. Hầu hết các kết quả âm tính giả là do thời gian cửa sổ.

## Phương pháp
Có nhiều kĩ thuật XN nhiễm HIV, việc lựa chọn KTXN phụ thuộc vào mục đích, đối tượng, thời điểm phơi nhiễm và tỷ lệ nhiễm HIV trong quần thể. Các XN phát hiện nhiễm HIV được chia làm 2 phương pháp chính:
- Phương pháp gián tiếp: phát hiện sự hiện diện của KT kháng HIV trong máu hoặc các dịch tiết.
- Phương pháp trực tiếp: tìm trực tiếp thành phần tác nhân gây bệnh:
+ Phát hiện các Acid nucleotic của virus: HIV-DNA provirus (có trong tế bào nhiễm); HIV-RNA (virus tự do trong huyết tương).
+ Phát hiện KN của virus trong máu (P24).
- Phương pháp phát hiện đồng thời KN và KT
1. Các phương pháp gián tiếp: là PP phát hiện KT kháng HIV để xác định tình trạng nhiễm HIV, KT kháng HIV có thể được phát hiện trong máu BN từ 1-3 tháng sau khi nhiễm Virus.
1.1 Các kỹ thuật ELISA (Enzym Linked Immuno Sorbert Assay)
Gồm có:         + ELISA gián tiếp
                      + ELISA cạnh tranh
                      + ELISA Sandwich.
1.2 Các kỹ thuật ELISA phát hiện đồng thời KN và KT:
         Một số sinh phẩm dùng KT ELISA phát hiện đồng thời KN virus (P24) và kháng thể kháng HIV, cho phép phát hiện sớm nhiễm HIV trước giai đoạn chuyển đổi huyết thanh.
1.3 Các XN nhanh:
Gồm:              + Kỹ thuật ngưng kết hạt.
                      + Kỹ thuật MD sắc ký.
                      + Kỹ thuật XN nhanh trên màng lọc.
1.4 Xét nghiệm khẳng định: (Western Blot)
Là 1 KT theo nguyên lý ELISA gián tiếp thực hiện trên băng giấy, cho phép xác định KT kháng các thành phần khác nhau của Protein virus. Có western blot riêng cho HIV1 và HIV2 có huyết thanh của mẫu thử với băng giấy. Nếu trong mẫu thử cócác KT kháng HIV thì chỳng sẽ gắn đặc hiệu  lên các Protein là KN tương ứng và được phát hiện bằng cộng hợp là KT kháng Ig người đánh dấu bằng enzym cho phản ứng màu với cơ chất.
2. Các phương pháp XN trực tiếp:
Là các PP phát hiện trực tiếp tác nhân gây bệnh: KN virus, các acid nucleic, phân lập virus
CĐ: trẻ em <18 tháng tuổi sinh ra từ mẹ nhiễm HIV, người lớn giai đoạn cửa sổ.
2.1 Phất hiện kháng nguyên P24:
         P24 là Protein cấu thành lõi của virus, bao bọc các chất liệu di truyền và là 1 chỉ số phản ánh sự nhân lên của virus.
2.2 Phân lập virus bằng nuôi cấy tế bào:
2.3 Kỹ thuật sinh học phân tử trong xét nghiệm HIV:
a) Các KT định tính: nhằm phát hiện DNA tiền virus trong tế bào nhiễm hoặc HIV-RNA trong huyết tương để xác định tình trạng nhiễm HIV.
- Phản ứng PCR là 1 kỹ thuật cho phép khuếch đại 1 lượng rất nhá phân tử DNA ban đầu với các mồi đặc hiệu nhê hoạt động của men DNA-polymerase.
- Kỹ thuật RT-PCR phát hiện RNA.
- Kỹ thuật PCR lai phát hiện DNA: kỹ thuật định tính nhằm phát hiện HIV-1 DNA trong máu toàn phần.
b) Các kỹ thuật định lượng (đo tải lượng virus)
         Kỹ thuật Real Time PCR định lượng HIV-RNA trong huyết tương (tải lượng virus).
3. Ứng dụng chẩn đoán nhiễm HIV ở nước ta:
- XN phát hiện kháng thể: là các XN đang được sử dụng phổ biến ở nước ta. Các XN này không phát hiện được HIV ở giai đoạn sơ nhiễm, vì vậy khi âm tính (-), phải khuyên BN xét nghiệm lần 2 sau 3 tháng không có tiếp xúc với nguồn lây nhiễm nào khác, nếu vẫn (-) mới có quyền kết luận là không nhiễm.
- Ở trẻ em < 18 tháng tuổi, mẹ nhiễm HIV (+): nếu XN dương tính vẫn không kết luận được (vì đó là kháng thể của mẹ).
- XN tìm trực tiếp virus hoặc các sản phẩm của virus:
Phát hiện kháng nguyên P24. Chỉ định: giai đoạn cửa sổ và trẻ em < 18 tháng tuổi.
- Thực tế ở Việt Nam sử dụng 3 xét nghiệm:
         Test ELISA, Test Serodia, Test Determine.
         Test Western Blot để khẳng định.

## Chẩn đoán AIDS
AIDS được chẩn đoán tách biệt với HIV. Một người được chẩn đoán là AIDS khi:
- Nhiễm HIV
- Có số lượng tế bào Lympho TCD4 < 200 tế bào/mm³ máu và/hoặc có ít nhất 01 bệnh lý thuộc giai đoạn 4 của nhiễm HIV như:
  - Hội chứng suy mòn do HIV (sụt cân > 10% trọng lượng cơ thể kèm theo: sốt kéo dài/tiêu chảy kéo dài chưa rõ nguyên nhân > 1 tháng).
  - Viêm phổi do Pneumocystis jiroveci (PCP - Pneumocystis Pneumonia).
  - Nhiễm Candida thực quản (và/hoặc khí quản, phế quản, phổi).
  - Lao ngoài phổi.
  - Sarcoma Kaposi.
  - Bệnh do CMV (CytoMegalo Virus) ở võng mạc hoặc các cơ quan khác.
  - Bệnh Toxoplasma ở Hệ Thần kinh trung ương.
  - Bệnh lý não do HIV
  - Bệnh do Cryptococcus ngoài phổi (bao gồm cả Viêm màng não)
  - Bệnh do Mycobacteria avium complex (MAC) lan tỏa.
  - Bệnh lý não chất trắng đa ổ tiến triển (PML)
  - Tiêu chảy mạn tính do Cryptosporidia
  - Tiêu chảy mạn tính do Isospora
  - Bệnh nấm lan tỏa (Penicillinum, Histoplasma ngoài phổi)
  - Nhiễm khuẩn huyết tái diễn (Bao gồm nhiễm Salmonella nontyphy).
  - U Lympho ở Não hoặc U Lympho Non - Hodgkin tế bào B
  - Ung thư cổ tử cung xâm nhập (K biểu mô)
  - Bệnh lý Leshmania lan tỏa không điển hình
  - Bệnh lý thận do HIV
  - Bệnh lý tim do HIV.